# Jaska järv
Jaska järv är en sjö i Estland.   Den ligger i landskapet Valgamaa, i den södra delen av landet, 210 km söder om huvudstaden Tallinn. Jaska järv ligger 56 meter över havet. I omgivningarna runt Jaska järv växer i huvudsak blandskog.